# Hyundai Grandeur
La Hyundai Grandeur è un'autovettura prodotta dalla casa automobilistica coreana Hyundai Motor Company a partire dal 1986 come erede del modello Granada, quest'ultimo derivato dall'omonima vettura tedesca prodotto su licenza Ford in Corea del Sud dalla Hyundai.
La Grandeur è una delle ammiraglie di maggior successo della casa coreana ed è stata venduta in tutto il mondo a partire dalla terza generazione.

## Prima serie (1986-1992)
Nei primi anni ottanta la Hyundai propose sul mercato coreano e in alcuni stati confinanti alcune vetture di classe medio-alta di derivazione Ford prodotte su licenza. In particolare i modelli Cortina e Granada vennero semplicemente rimarchiati applicando sulla calandra il classico logo identificativo della Hyundai. Questi modelli hanno riscontrato un discreto successo sul mercato interno soprattutto tra i rappresentanti della politica coreana (a causa del prezzo elevato) a tal punto che la casa madre iniziò a studiarne un'erede.
Verso la metà degli anni ottanta con l'avvento della fine della joint-venture tra la Hyundai e la Ford, la casa coreana si alleò con la Mitsubishi Motors per la fornitura di motorizzazioni benzina, trasmissioni e componenti tecniche nonché telaistiche destinate alle autovetture di target superiore. La Hyundai infatti aveva bisogno di produrre auto di lusso destinate ad accompagnare gli atleti alle Olimpiadi di Seul nel 1988 in modo da rafforzare sia l'immagine dello stato coreano, sia l'immagine della casa stessa.
La Hyundai Granada, così, venne rimpiazzata nel 1986 dal modello Grandeur che altro non era che una Mitsubishi Debonair con un frontale ristilizzato per ospitare il marchio Hyundai e con gli specchi retrovisori ridisegnati. Il modello adottava la trazione anteriore e sfruttava sospensioni a ruote indipendenti sia all'avantreno che al retrotreno. Il design era molto semplice, una linea spigolosa arricchita dalla presenza di numerose cromature laterali. La carrozzeria, imponente, era lunga 4,87 metri e rispecchiava i canoni di auto lussuosa e venne effettuata grande cura nell'assemblaggio degli interni. La qualità dell'auto per l'epoca era abbastanza elevata grazie ai componenti forniti dalla Mitsubishi e la Grandeur venne accolta con successo dalla stampa asiatica.
Il design semplice ma elegante veniva caratterizzato da un'imponente calandra cromata che ospitava la targhetta identificativa del modello, sul cofano era presente la statuetta con il logo Hyundai (vagamente ispirata al marchio Mercedes-Benz). La coda veniva caratterizzata dalla fanaleria distesa per tutto il portellone. Tra i dispositivi di sicurezza era presente il sistema anti bloccaggio delle ruote motrici (ABS) e i fendinebbia.
La produzione, avviata nel 1986 presso lo stabilimento di Ulsan in Corea del Sud, cessò nel settembre del 1992. La prima serie di Grandeur è stata venduta solo in pochi mercati asiatici al fine di evitare concorrenza con la sorella gemella venduta dalla Mitsubishi.

### Motorizzazioni
La gamma motori si componeva di tre propulsori alimentati a benzina di origine Mitsubishi: Il motore più piccolo era il quattro cilindri 2.0 Sirius con distribuzione a quattro valvole per cilindro, sedici valvole totali e iniezione elettronica capace di 120 cavalli abbinato ad un cambio manuale a cinque rapporti (lo stesso della Sonica) oppure a pagamento era disponibile il cambio automatico a quattro rapporti con convertitore. Il motore 2.0 era anche il più parco grazie al consumo medio di 10 km con un litro di carburante, che però rimase pur sempre elevato.
Il secondo motore era il 2.4 16V Sirius che erogava 130 cavalli ed era abbinato al solo cambio automatico a quattro marce. Il 2.4 disponeva di soli dieci cavalli di differenza rispetto al 2.0 ma la coppia massima raggiungeva il picco di 181 N·m a 4.000 giri al minuto e i consumi dichiarati erano di 9,0 km al litro. La Grandeur 2.4 è stata anche la versione più apprezzata dal pubblico.
Nel 1991 venne introdotto per la Grandeur il più grande motore da 3,0 litri con architettura V6 facente parte della famiglia Mitsubishi 6G7 erogante 164 cavalli abbinato al solo cambio automatico quattro rapporti. Il V6 è stato adottato per contrastare il successo della concorrente Daewoo Imperial che utilizzava grandi motori a benzina di origine Opel. Le Grandeur V6 erano disponibili in allestimenti lussuosi con dotazione di accessori arricchita. La coppia massima erogata a 2.500 giri al minuto era di 230 N·m mentre il consumo medio era di 7,8 km/l.
| Modello                  | Disponibilità | Motore                       | Cilindrata cm³ | Potenza         | Coppia max              | Consumo medio (Km/l) |
| 2.0 8V Sirius manuale    | dal debutto   | 4 cilindri in linea, Benzina | 1.997          | 88 kW (120 CV)  | 159 N·m @3.500 giri/min | 10,0                 |
| 2.4 8V Sirius automatica | dal debutto   | 4 cilindri in linea, Benzina | 1.997          | 96 kW (130 CV)  | 181 N·m @4.000 giri/min | 9,0                  |
| 3.0 V6 24V automatica    | dal 1991      | 6 cilindri a V, Benzina      | 2.972          | 121 kW (164 CV) | 230 N·m @2.500 giri/min | 7,8                  |

## Seconda serie (1992-1998)
La seconda serie venne presentata nel settembre del 1992 e nello stesso periodo partì la produzione in Corea. Realizzata sempre in collaborazione con la Mitsubishi la seconda serie adotta un telaio di base nuovo rispetto alla vecchia generazione ma sempre a trazione anteriore. Le sospensioni sono configurate secondo lo schema a bracci multipli e barra stabilizzatrice con ruote indipendenti sia per l'avantreno che per il retrotreno, una soluzione che garantisce un notevole comfort e una stabilità maggiore, l'assetto è stato irrigidito in modo da garantire una precisione di guida maggiore soprattutto in curva mentre per il design della carrozzeria stavolta si è puntato ad una vocazione più sportiva che elegante: lo stile è rimasto spigoloso ma con bordi smussati e qualche curva, la maggior parte delle cromature sono sparite sostituite da prese d'aria e nervature che ne migliorano l'aerodinamica dell'autovettura, la calandra frontale è meno evidente e quindi più piccola ed è l'unico elemento cromato. Nel posteriore la nuova fanaleria che si estende per tutto il portellone possiede una forma inedita con bordi circolari. La carrozzeria è più lunga di 11,0 centimetri raggiungendo i 4,98 metri, il passo misura 2,745 metri. La scocca viene realizzata in acciaio e in caso d'impatto è stata studiata in modo da potersi deformare a strati in modo da assorbire in parte l'energia cinetica prodotta dall'urto ed evitare dei danni agli occupanti.
L'abitacolo è stato completamente riprogettato, maggiore è lo spazio a disposizione per i passeggeri posteriori e migliore è la qualità dei rivestimenti, le plastiche della plancia sono abbinate a finiture lussuose in radica e pelle, il climatizzatore è a controllo automatico sulle versioni di punta. Queste caratteristiche hanno contribuito al successo della Grandeur sul mercato interno: l'auto non è stata apprezzata solo dai politica ma anche da parte del pubblico comune disposto a spendere cifre elevate per la propria auto, infatti le vendite sono state superiori rispetto alla precedente serie. Inoltre la grande affidabilità del modello (realizzato con tecnologia giapponese) ha rafforzato sia l'immagine del marchio che del modello Grandeur. Dal punto di vista della sicurezza automobilistica vengono introdotti per la prima volta di serie gli airbag frontali e il sistema di controllo elettronico delle sospensioni (ESC) mentre il sistema anti bloccaggio delle ruote motrici (ABS) era offerto di serie insieme al ripartitore elettronico di frenata di emergenza (EBD) e ai fendinebbia.
In Giappone la Grandeur è stata venduta come Mitsubishi Debonair dove però non ha riscosso il successo sperato e non è stata sostituita da nessun modello. La produzione coreana invece della Grandeur seconda serie termina nel 1998 e con essa volge al termine anche l'alleanza con la Mitsubishi.

### Motorizzazioni
La gamma motori era stata completamente rinnovata. I propulsori adottati erano tutti dei 6 cilindri a V di origine Mitsubishi prodotti in Giappone ed importati in Corea del Sud. Il classico V6 G67 era disponibile in quattro differenti cilindrate: l'unità più compatta era il 2,0 litri con distribuzione a due valvole per cilindro (12 valvole totali), 146 cavalli di potenza massima a 6.000 giri al minuto e coppia motrice di 188 N·m a 4.000 giri al minuto. Il 2.0 V6 era abbinato ad un cambio automatico a quattro rapporti oppure ad un manuale a cinque rapporti. Il consumo medio era di 10,7 km/l.
Accanto al 2.0 era disponibile il 2.5 con distribuzione a quattro valvole per cilindro (24 valvole totali) e iniezione elettronica, 173 cavalli di potenza massima disponibili a 6.000 giri al minuto e 220 N·m di coppia motrice a 4.000 giri al minuto. Abbinato solo alla trasmissione automatica il 2.5 era in grado di percorrere 8,8 km/l.
Il motore 3.0 è un'evoluzione della precedente unità adottata: dotato di iniezione elettronica, fasatura variabile Mivec e distribuzione a quattro valvole per cilindro eroga 205 cavalli a 6.000 giri al minuto per 266 N·m di coppia massima a 4.000 giri al minuto. Era abbinato al solo cambio automatico a quattro rapporti e garantiva un consumi medio pari a 8,3 km con un litro di carburante.
Al top di gamma era disponibile il 3.5 V6, unità capace di 225 cavalli adottata proprio per innalzare il target dell'autovettura: il 3.5 riprendeva lo schema del più compatto 3,0 litri con medesima distribuzione ed iniezione, la coppia era di 312 N·m a 4.000 giri al minuto e i consumi si stabilizzavano sul 8,0 km al litro. Il cambio era solo automatico con funzione sequenziale a quattro rapporti.
| Modello               | Disponibilità | Motore                  | Cilindrata cm³ | Potenza         | Coppia max              | Consumo medio (Km/l) |
| 2.0 V6 12V manuale    | dal debutto   | 6 cilindri a V, Benzina | 1.997          | 107 kW (146 CV) | 188 N·m @4.000 giri/min | 10,7                 |
| 2.0 V6 12V automatica | dal debutto   | 6 cilindri a V, Benzina | 1.997          | 107 kW (146 CV) | 188 N·m @4.000 giri/min | 9,5                  |
| 2.5 V6 24V automatica | dal debutto   | 6 cilindri a V, Benzina | 2.497          | 127 kW (173 CV) | 220 N·m @4.000 giri/min | 8,8                  |
| 3.0 V6 24V automatica | dal debutto   | 6 cilindri a V, Benzina | 2.972          | 151 kW (205 CV) | 266 N·m @4.000 giri/min | 8,3                  |
| 3.5 V6 24V automatica | dal debutto   | 6 cilindri a V, Benzina | 3.496          | 165 kW (225 CV) | 312 N·m @4.000 giri/min | 8,0                  |

## Terza serie (1998-2005)
La terza serie debutta nel 1998 e viene sviluppata completamente dalla Hyundai senza l'ausilio della Mitsubishi. La nuova Grandeur adotta una piattaforma di base completamente nuova mantenendo lo schema con motore trasversale e trazione anteriore. Il Progetto XG che ha dato vita a questa nuova serie dell'ammiraglia coreana utilizza nuove motorizzazioni ovviamente a benzina prodotte stavolta in Corea e che saranno adottate anche per le altre ammiraglie della casa coreana come la Dynasty e la Equus con le quali la Grandeur XG condivide numerosi organi meccanici. Il design si basa su una linea in stile rétro caratterizzata dalla presenza di molte curve, la calandra anteriore richiama le Grandeur del passato mentre gli interni dispongono di plastiche morbide e rifiniture in legno.
La terza serie viene venduta anche in Europa a partire dal 2000 sotto la denominazione Hyundai XG adottata anche in America, mentre solo in Asia continuerà ad utilizzare il nome Grandeur. Il motore per l'Europa e l'Asia era un nuovo 3.0 V6 benzina facente parte della famiglia motoristica Σ Sigma capace di 188 cavalli a 6.000 giri al minuto e di uno scatto da 0 a 100 km/h registrato in 9,3 secondi con una velocità massima pari a 225 km/h. La coppia massima dichiarata era di 241 N m a 4.500 giri/min. Il bagagliaio conteneva 453 litri mentre il serbatoio dichiarava un volume pari a 70 litri. La Grandeur XG non viene più assemblata ad Ulsan ma ad Asan sempre in Corea del Sud presso lo stabilimento di proprietà della Hyundai-Kia Automotive.

### Restyling 2003

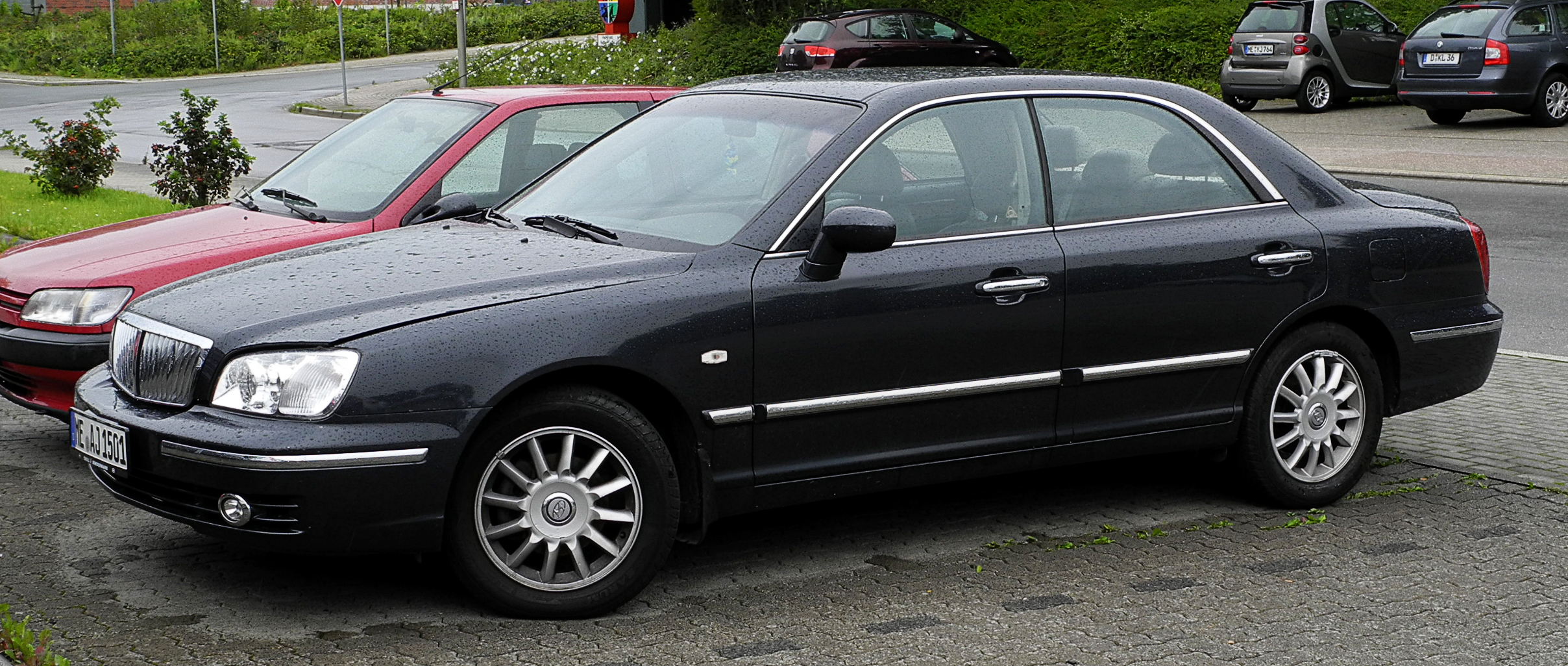
La Grandeur ristilizzata del 2003

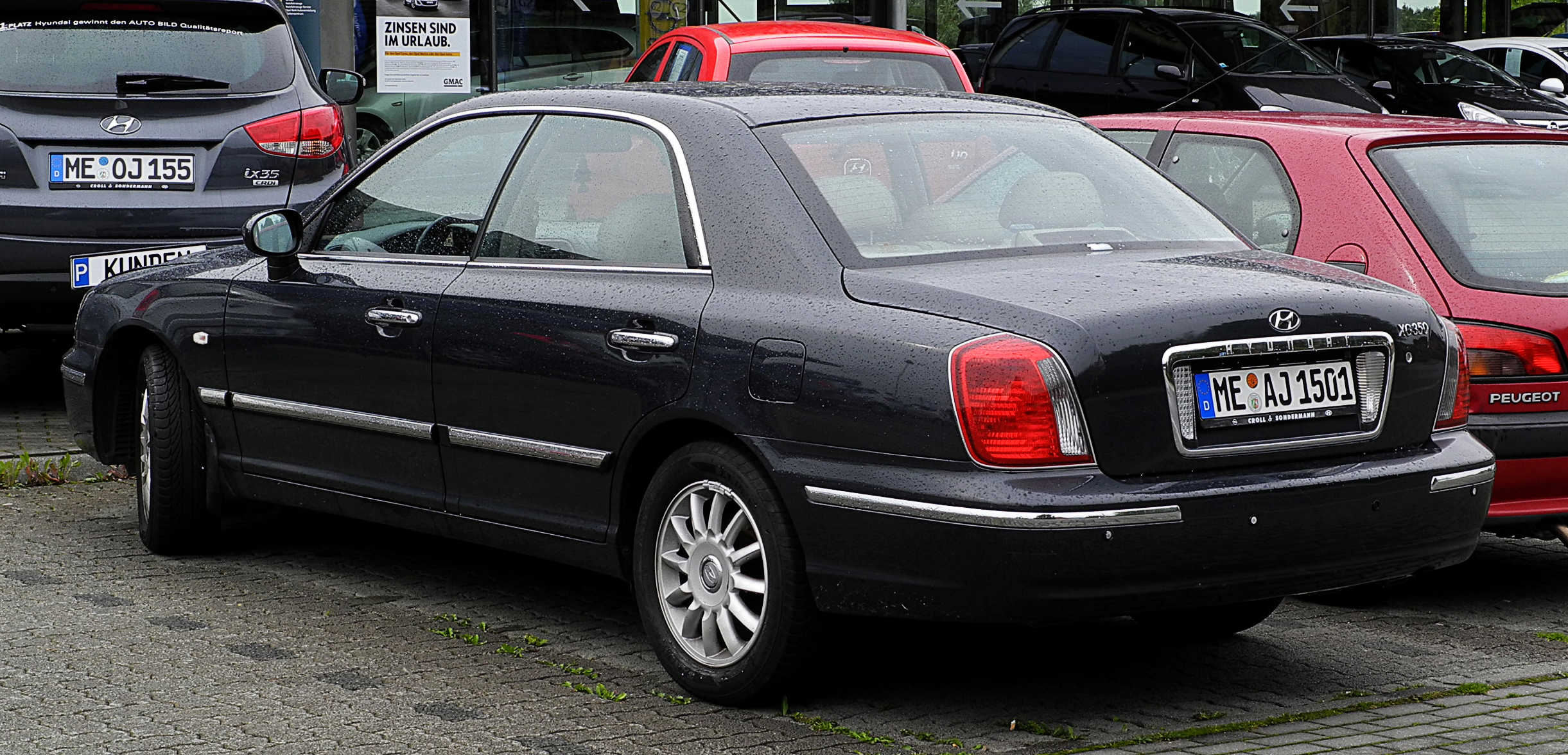
La Grandeur ristilizzata del 2003

Nel 2003 al Salone dell'auto di Ginevra viene presentato un restyling al frontale e alle motorizzazioni: nuova fanaleria caratterizzata dallo sfondo grigio chiaro, nuova mascherina frontale cromata e paraurti ridisegnati con nuovi profili aerodinamici, la coda presenta un leggero rinnovamento al cofano del bagagliaio con l'aggiunta di fasce cromate e i proiettori sono stati ridisegnati. Il motore 3.0 V6 viene sostituito dal nuovo 3.5 V6 Σ Sigma capace di 203 cavalli a 5.500 giri al minuto e di una coppia massima di 290 N m erogata a 4.800 giri/min. Migliorata anche la qualità delle finiture interne con l'adozione di plastiche ancora più morbide al tatto e introdotto il nuovo impianto audio della Infinity da 210 watt con 6 speaker e caricatore di 8 CD. La vettura è stata molto apprezzata in America soprattutto per la notevole affidabilità mentre in Europa la linea in stile rétro non è riuscita ad imporsi contro le concorrenti più blasonate come le Audi A6 e BMW Serie 5.

### Motorizzazioni
I nuovi motori adottati sono prodotti e progettati dalla Hyundai Motors: in particolare accanto ai classici V6 da 3,0 e 3,5 litri di cilindrata noti in Europa e in America, la Grandeur era disponibile anche con dei più piccoli motori V6 della famiglia δ Delta disponibili nelle cilindrate da 2.0 e 2.5 cm³ rispettivamente con 140 e 165 cavalli erogati a 6.000 giri al minuto. La coppia massima del 2.5 V6 era pari a 226 N m disponibile a 4.000 giri/min. Per tutti i propulsori era disponibile solo la nuova trasmissione automatica denominata H-Matic progettata dalla Hyundai a 5 rapporti con la modalità sequenziale.

## Quarta serie (2005-2011)
La quarta serie (Progetto TG) viene presentata nel 2005. Costruita sulla piattaforma della sorella minore Sonica adotta una nuova carrozzeria molto slanciata, sempre a 4 porte e 3 volumi con una coda molto corta che dona alla Grandeur un'aria da coupé. Linee fluide e moderne che seguono il family feeling introdotto dalla Sonica nel 2004, la calandra anteriore è stata completamente rinnovata e non rispecchia più le vecchie generazioni di Grandeur; il marchio della Hyundai viene inglobato dalle griglie che compongono la mascherina con contorni cromati. La fanaleria posteriore a Led è composta dai doppi proiettori collegati da un fascione catarifrangente rosso che ospita anche il logo del modello. Il bagagliaio contiene 525 litri mentre il serbatoio possiede un volume pari a 75 litri. 

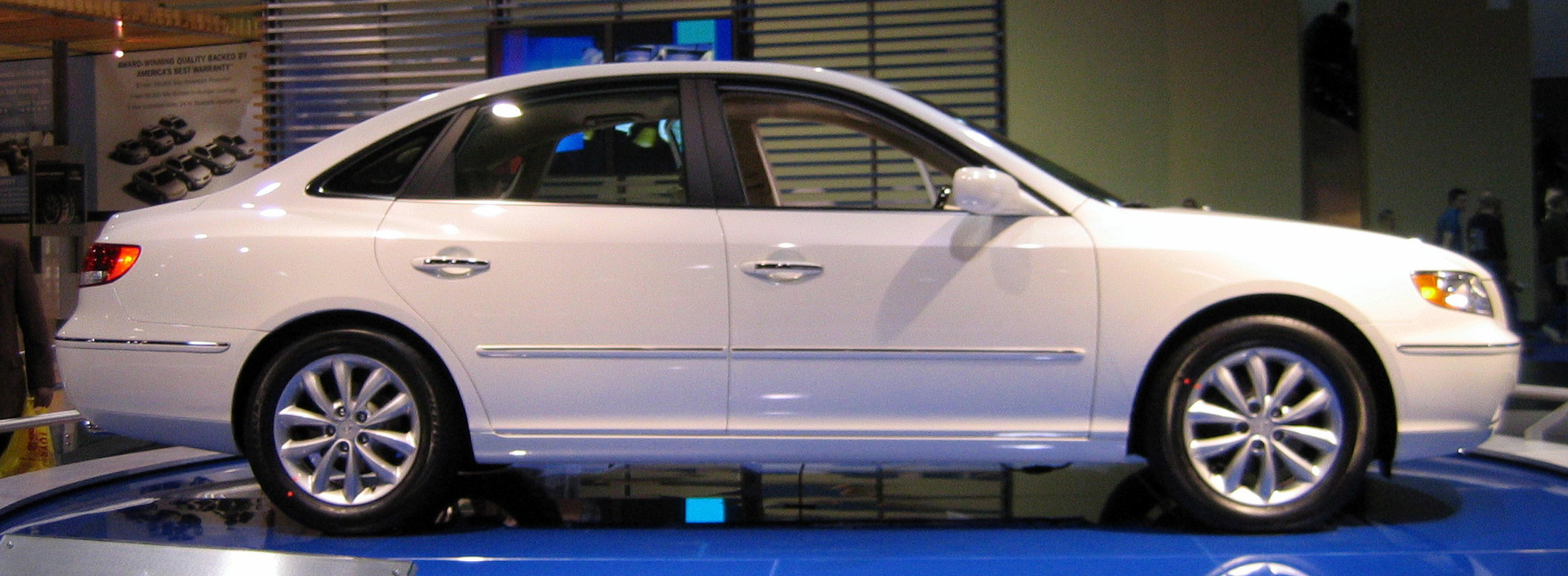
Il profilo di una Grandeur quarta serie

Il telaio a trazione anteriore adotta sospensioni a quadrilateri alti deformabili all'anteriore, mentre al posteriore uno schema a 5 bracci multipli permette alla vettura una maggiore stabilità soprattutto nelle curve e una maggiore precisione di guida. Il controllo della trazione, l'ABS e il controllo elettronico della stabilità sono di serie per tutti i modelli e allestimenti. L'impianto frenante è composto d quattro dischi autoventilati.
L'abitacolo, notevolmente spazioso grazie alla carrozzeria lunga quasi 5 metri, offre plastiche di qualità abbastanza elevata e rifiniture bicolore in legno o color ebano. La plancia è disponibile anche in doppia colorazione per andare maggiormente incontro alle esigenze più svariate della clientela europea; infatti anche questa serie sarà importata nei principali mercati europei. La dotazione di serie comprende gli airbag frontali laterali e per la testa, poggiatesta attivi e fari auto-adattativi oltre ai fendinebbia, l'impianto audio sempre della Infinity è composto da 10 speaker e presenta un caricatore di 6 CD mentre tra gli accessori sono disponibili anche la regolazione elettrica dei sedili anteriori. Dal 2008 è disponibile anche il navigatore satellitare sviluppato da una joint-venture tra la Hyundai e la LG Electronics mentre nel 2009 è stato rivisto l'impianto audio che presenta la presa USB e ingresso Aux per gli IPod e vivavoce bluetooth.
La quarta serie di Grandeur viene venduta su molti mercati anche come Hyundai Azera.

### Motorizzazioni
La gamma motori è composta dai nuovi 3.3 e 3.8 V6 Λ Lambda capaci di 235 e 264 cavalli entrambi abbinati ad un cambio automatico H-Matic a 5 rapporti. Dal 2009 alla gamma si sono aggiunti i nuovi motori 2.4 Θ Theta II a 4 cilindri e 16 valvole capace di 175 cavalli (non importato in Europa) e 2.7 V6 μ Mu che eroga 192 cavalli. Questi ultimi sono disponibili sul mercato coreano e in alcuni stati asiatici mentre in America ed Europa debutteranno solo nel corso del 2010. Un'esclusiva per il mercato europeo è il 4 cilindri 2.2 CRDI turbodiesel common rail dotato di turbina a geometria variabile (VGT) e di 155 cavalli con una coppia massima di 343 N m disponibili a 1.800 giri al minuto. Il cambio per tutti i motori è il classico automatico-sequenziale H-Matic.
Motori disponibili per il mercato europeo
| Modello                  | Disponibilità | Motore                      | Cilindrata cm³ | Potenza         | Coppia max              | Emissioni CO2 (g/Km) | 0–100 km/h (secondi) | Velocità max (Km/h) | Consumo medio (Km/l) |
| 2.7 V6 μ Mu 24V auto     | dal 2009      | 6 cilindri a V, Benzina     | 2.656          | 141 kW (192 CV) | 250 N·m @4.000 giri/min | 230                  | 9,3                  | 216                 | 10,1                 |
| 3.3 V6 Λ Lambda 24V auto | dal debutto   | 6 cilindri a V, Benzina     | 3.342          | 173 kW (235 CV) | 304 N·m @3.500 giri/min | 245                  | 7,8                  | 237                 | 9,8                  |
| 3.8 V6 Λ Lambda 24V auto | dal debutto   | 6 cilindri a V, Benzina     | 3.778          | 194 kW (264 CV) | 348 N·m @4.500 giri/min | 255                  | 6,0                  | 250                 | 9,3                  |
| 2.2 CRDI VGT 16V auto    | dal debutto   | 4 cilindri in linea, Diesel | 2.188          | 114 kW (155 CV) | 343 N·m @1.800 giri/min | 208                  | 11,4                 | 202                 | 12,7                 |

## Quinta serie (2011-2016)
La quinta serie della Grandeur (Progetto HG) è stata presentata al Salone dell'automobile di Los Angeles del 2011. È stata sviluppata i tre anni e mezzo ad un costo di circa 450 milioni di dollari.
Il nome Grandeur è rimasto in uso in Corea del Sud, ma la maggior parte dei mercati in cui viene esportata viene venduta cone6 "Hyundai Azera".
In termini di dimensioni l'Azera si colloca tra la Sonata di medie dimensioni e la Genesis a trazione posteriore.
I suoi concorrenti sono: Ford Taurus, Dodge Charger, Chevrolet Impala e auto di lusso come la Buick LaCrosse, Nissan Maxima, Toyota Avalon e Chrysler 300.